# Dónde está el amor (canción de Pablo Alborán)
«Dónde está el amor» es una canción grabada por el cantautor español Pablo Alborán. La canción está incluida en su segundo álbum de estudio, Tanto (2012).
Fue regrabado con el dúo pop mexicano Jesse & Joy y fue lanzado como el primer sencillo del relanzamiento de Tanto (2013) en septiembre de 2013. Fue el segundo sencillo lanzado por Alborán y Jesse y Joy en 2013, después de "La de la mala suerte" en junio.
En 2014, en la 15ª Entrega Anual del Latin Grammy, la canción fue nominada a Grabación del Año.

## Posicionamiento en listas
| Lista (2013–14)                                        | Mejor posición |
| ------------------------------------------------------ | -------------- |
| España (PROMUSICAE)                                    | 32             |
| Estados Unidos (Latin Airplay) featuring Jesse & Joy   | 19             |
| Estados Unidos (Hot Latin Songs) featuring Jesse & Joy | 16             |
| Estados Unidos (Hot Latin Songs) featuring Jesse & Joy | 8              |

## Relanzamiento
Alborán grabó una nueva versión de la canción con la participación del cantautor brasileño Tiê. Fue lanzada en agosto de 2016 y extraída de la banda sonora de la telenovela brasileña Haja Coração.

## Posicionamiento en listas
| Lista (2016)        | Posición |
| ------------------- | -------- |
| España (PROMUSICAE) | 24       |